# West Indies Cricket Team in Neuseeland in der Saison 1986/87
Die Tour der West Indies Cricket Teams nach Neuseeland in der Saison 1986/87 fand vom 20. Februar bis zum 28. März 1987 statt. Die internationale Cricket-Tour war Bestandteil der Internationalen Cricket-Saison 1986/87 und umfasste drei Tests und vier ODIs. Die West Indies gewannen die ODI-Serie 3–0, während die Test-Serie 1–1 unentschieden endete.

## Vorgeschichte
Für Neuseeland war es die erste Tour der Saison, die West Indies bestritten zuvor ein Drei-Nationen-Turnier in Australien.
Das letzte Aufeinandertreffen der beiden Mannschaften fand in der Saison 1984/85 in den West Indies statt.

## Stadien
Die folgenden Stadien wurden für die Tour als Austragungsort vorgesehen.
| Stadion        | Stadt        | Kapazität | Spiele          |
| -------------- | ------------ | --------- | --------------- |
| Eden Park      | Auckland     | 50.000    | 2. Test; 2. ODI |
| Lancaster Park | Christchurch | 38.628    | 3. Test; 4. ODI |
| Carisbrook     | Dunedin      | 29.000    | 1. ODI          |
| Basin Reserve  | Wellington   | 11.000    | 1. Test; 3. ODI |

## Kaderlisten
Die folgenden Kader wurden von den Mannschaften benannt.
| Test | Test | ODI | ODI |
| Neuseeland | West Indies | Neuseeland | West Indies |
| --- | --- | --- | --- |
| - Stephen Boock - John Bracewell - Ewen Chatfield - Jeremy Coney - Jeff Crowe - Martin Crowe - Richard Hadlee - Matt Horne - Dipak Patel - Ken Rutherford - Ian Smith - Martin Snedden - John Wright | - Clyde Butts - Jeff Dujon - Joel Garner - Larry Gomes - Tony Gray - Gordon Greenidge - Desmond Haynes - Michael Holding - Gus Logie - Malcolm Marshall - Viv Richards - Richie Richardson - Courtney Walsh | - Stephen Boock - John Bracewell - Ewen Chatfield - Jeremy Coney - Jeff Crowe - Martin Crowe - Richard Hadlee - Matt Horne - Ervin McSweeney - Dipak Patel - Ken Rutherford - Martin Snedden - John Wright | - Jeff Dujon - Joel Garner - Tony Gray - Gordon Greenidge - Desmond Haynes - Carl Hooper - Gus Logie - Patrick Patterson - TRO Payne - Viv Richards - Richie Richardson - Courtney Walsh |

## Tour Matches
| 14. Februar Scorecard | Auckland | Auckland 221-4 (45/45)            | – | West Indians 225-5 (43.5/45) |
|                       |          | West Indies gewinnt mit 5 Wickets |   |                              |

| 15. – 17. Februar Scorecard | Hamilton | NZ Cricket Council President’s XI 257 (89.2) & 223-9d (78) | – | West Indians 275 (69) & 93-3 (24) |
|                             |          | Remis                                                      |   |                                   |

| 5. – 8. März Scorecard | Napier | West Indians 433 (105.3) & 105-1 (25.3) | – | Shell XI 348-8d (100.5) |
|                        |        | Remis                                   |   |                         |

## Tests

### Erster Test in Wellington
| 20. – 24. Februar Scorecard | Wellington (BR) | Neuseeland 228 (89) & 386-5d (177) | – | West Indies 345 (128) & 50-2 (22) |
|                             |                 | Remis                              |   |                                   |

### Zweiter Test in Auckland
| 27. Februar – 3. März Scorecard | Auckland | West Indies 418-9d (142.4) & 16-0 (1.3) | – | Neuseeland 157 (53) & 273 (111.2) |
|                                 |          | West Indies gewinnt mit 10 Wickets      |   |                                   |

### Dritter Test in Christchurch
| 12. – 15. März Scorecard | Christchurch (LP) | West Indies 100 (36.3) & 264 (70.3) | – | Neuseeland 332 (100.5) & 33-5 (10.1) |
|                          |                   | Neuseeland gewinnt mit 5 Wickets    |   |                                      |

## One-Day Internationals

### Erstes ODI in Dunedin
| 18. März Scorecard | Dunedin (CS) | West Indies 237-9 (50)          | – | Neuseeland 142 (42.1) |
|                    |              | West Indies gewinnt mit 95 Runs |   |                       |

### Zweites ODI in Auckland
| 21. März Scorecard | Auckland | Neuseeland 213 (50)               | – | West Indies 217-4 (49) |
|                    |          | West Indies gewinnt mit 6 Wickets |   |                        |

### Drittes ODI in Wellington
| 25./26. März Scorecard | Wellington (BR) | Neuseeland | – | West Indies |
|                        |                 | Abgesagt   |   |             |

### Viertes ODI in Christchurch
| 28. März Scorecard | Christchurch (LP) | Neuseeland 191-9 (50)              | – | West Indies 192-0 (39.2) |
|                    |                   | West Indies gewinnt mit 10 Wickets |   |                          |